# William Henry Sykes
William Henry Sykes (Bradford, 25 gennaio 1790 – Kensington, 16 giugno 1872) è stato un militare, politico e ornitologo inglese.
Entrò a far parte dell'armata di Bombay (ramo militare della Compagnia britannica delle Indie orientali) nel 1804, a 14 anni. Partecipò, sotto il comando di Lord Lakes, al primo assedio di Bharatpur, che si risolse con una battuta d'arresto dell'avanzata britannica. Tra il 1817 e il 1818, fu al comando di un reggimento indiano e partecipò a numerose battaglie. A partire dall'ottobre del 1824, studiò, per conto del Governo di Bombay, la regione del Deccan.
Ritornò nel Regno Unito nel 1837 e ottenne la direzione della Compagnia. Nel 1857, divenne membro del Parlamento britannico per la città di Aberdeen.
Nel 1858, venne eletto presidente della Royal Asiatic Society. Durante il tempo trascorso in India, Sykes raccolse un'importante collezione di animali che fece pervenire al Museo della Compagnia britannica delle Indie orientali. La maggior parte degli esemplari raccolti, tuttavia, è andata perduta, a causa delle tecniche di conservazione poco efficaci.
Negli annali della Zoological Society pubblicò un elenco degli uccelli dell'altopiano del Deccan (1832), con il titolo Catalogue of Birds of the Rapotorial and Incessorial Orders Observed in the Dukhun. Quest'opera è stato il primo catalogo sistematico realizzato sugli uccelli dell'India. Nel corso della sua vita Sykes descrisse 56 specie nuove per la scienza e studiò regolarmente i pesci della regione indiana.